# Территориальная прелатура Маражо
Территориальная прелатура Маражо (лат. Territorialis Praelatura Maraiensis) — территориальная прелатура Римско-Католической церкви с центром в городе Сори, Бразилия. Территориальная прелатура названа по имени острова Маражо.Территориальная прелатура Маражо входит в митрополию Белен-до-Пара. Кафедральным собором территориальной прелатуры Маражо является церковь Пресвятой Девы Марии.

## История
14 апреля 1928 года Римский папа Пий XI издал буллу Romanus Pontifex, которой учредил территориальную прелатуру Маражо, выделив её архиепархии Белен-до-Пара.

## Ординарии территориальной прелатуры
- епископ Gregório Alonso Aparicio (9.01.1943 — 7.04.1965);
- епископ Alquilio Alvarez Diez (6.03.1965 — 3.11.1985);
- епископ José Luís Azcona Hermoso (16.02.1987 — 1.06.2016, в отставке);
- епископ Evaristo Pascoal Spengler, O.F.M. (1.06.2016 — по настоящее время)

## Источник
- Annuario Pontificio, Ватикан, 2005;
- Булла Romanus Pontifex, AAS 23 (1931), p. 313  (лат.)